# Прозиг
Прозиг (нем. Prosigk) — деревня в Германии, в земле Саксония-Анхальт, входит в район Анхальт-Биттерфельд в составе общины Южный Анхальт.
Население составляет 744 человека (на 31 декабря 2008 года). Занимает площадь 15,08 км².
Община подразделяется на 5 сельских округов.

## История
Первое упоминание о поселение относится к 1262 году. Исторически подчинялось герцогству Ангальт.
1 января 2010 года, после проведённых реформ, Прозиг и ещё 20 коммун, были объединены в общину Южный Анхальт, а управление Зюдлихес Анхальт было упразднено.

## Известные личности
- Науман, Иоганн Фридрих — немецкий орнитолог.

## Галерея

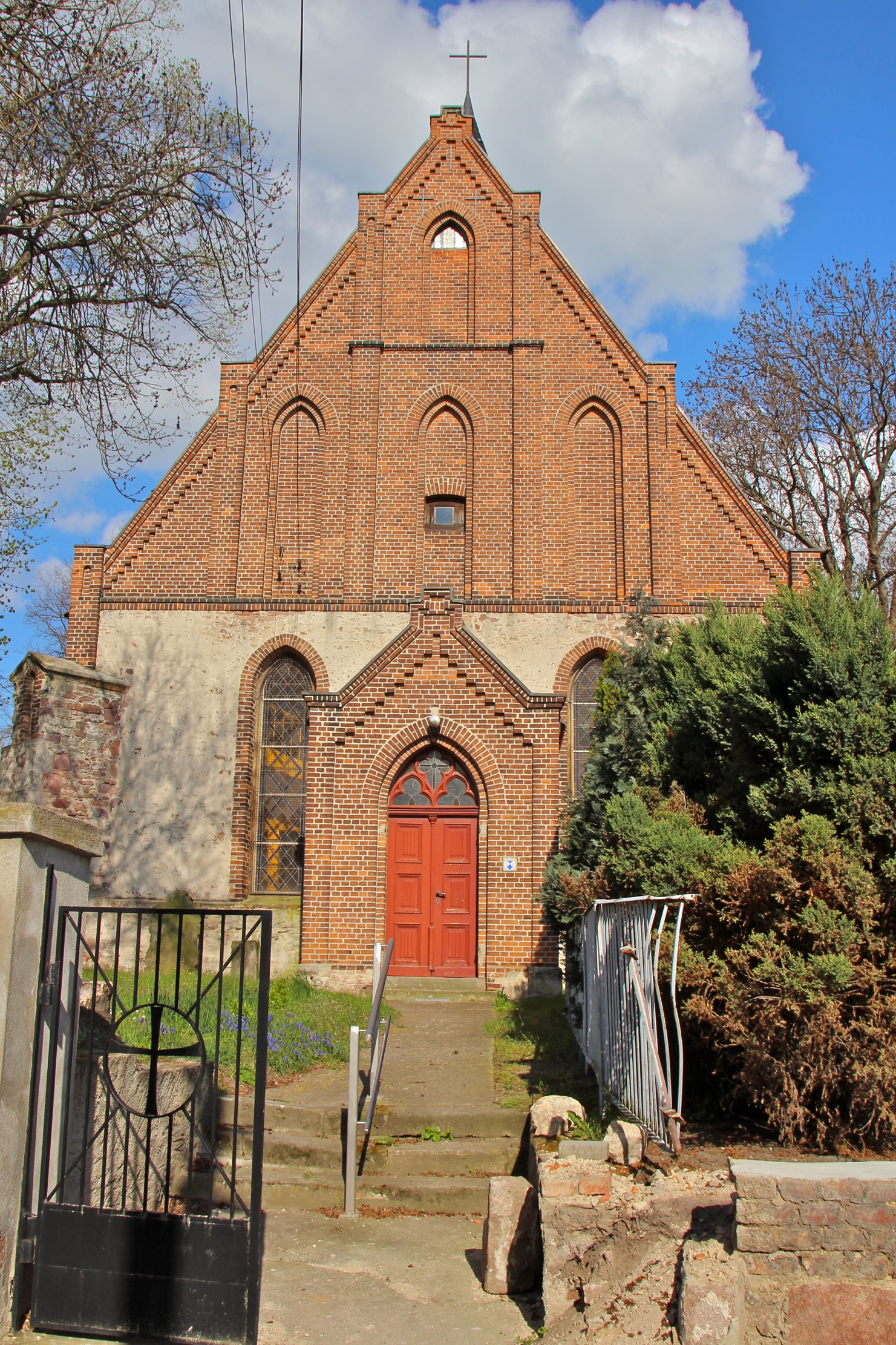
Церковь Прозига
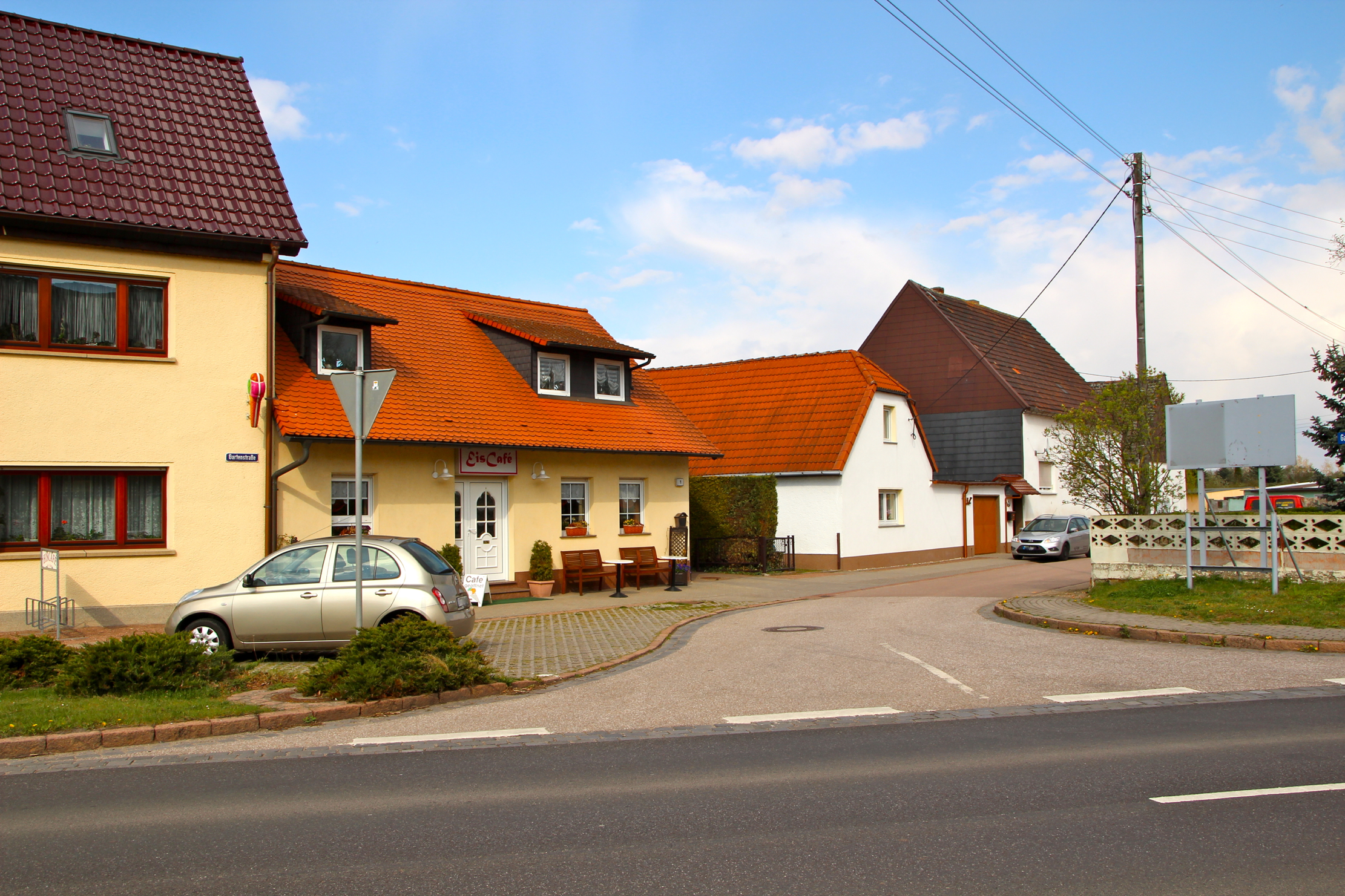
Дома и улицы Прозига